# De Kandelaar (Terneuzen)
De Kandelaar is een evangelicaal kerkgebouw in de Zeeuwse stad Terneuzen, gelegen aan Van Cantfortstraat 3.

## Geschiedenis
Deze kerk werd in 1961 in gebruik genomen door de Gereformeerde Kerken vrijgemaakt. Deze ging echter in 1984 naar een nieuwe kerk en de oorspronkelijke kerk werd verkocht.
Ondertussen waren in 1981 een tweetal bijbelstudiegroepen gevormd die in 1983 de Evangelische Gemeente "De Kandelaar" vormden. Zij kochten dit kerkgebouw van de Vrijgemaakten en hielden daar sinds 1985 hun diensten. Sindsdien heet het kerkgebouw ook: De Kandelaar.
Het gebouw is een sober bakstenen gebouw onder zeer vlak zadeldak.